# سيباستيان رينو
سيباستيان رينو (بالفرنسية: Sébastien Renaud)‏ (30 سبتمبر 1975 سانتس فرنسا - ) هو لاعب كرة قدم فرنسي، يلعب كحارس مرمى.